# 8496 Jandlsmith
8496 Jandlsmith è un asteroide della fascia principale. Scoperto nel 1990, presenta un'orbita caratterizzata da un semiasse maggiore pari a 3,1260858 UA e da un'eccentricità di 0,0809594, inclinata di 10,60911° rispetto all'eclittica.